# Iharosberény
Iharosberény is een plaats (község) en gemeente in het Hongaarse comitaat Somogy. Iharosberény telt 1360 inwoners (2001).

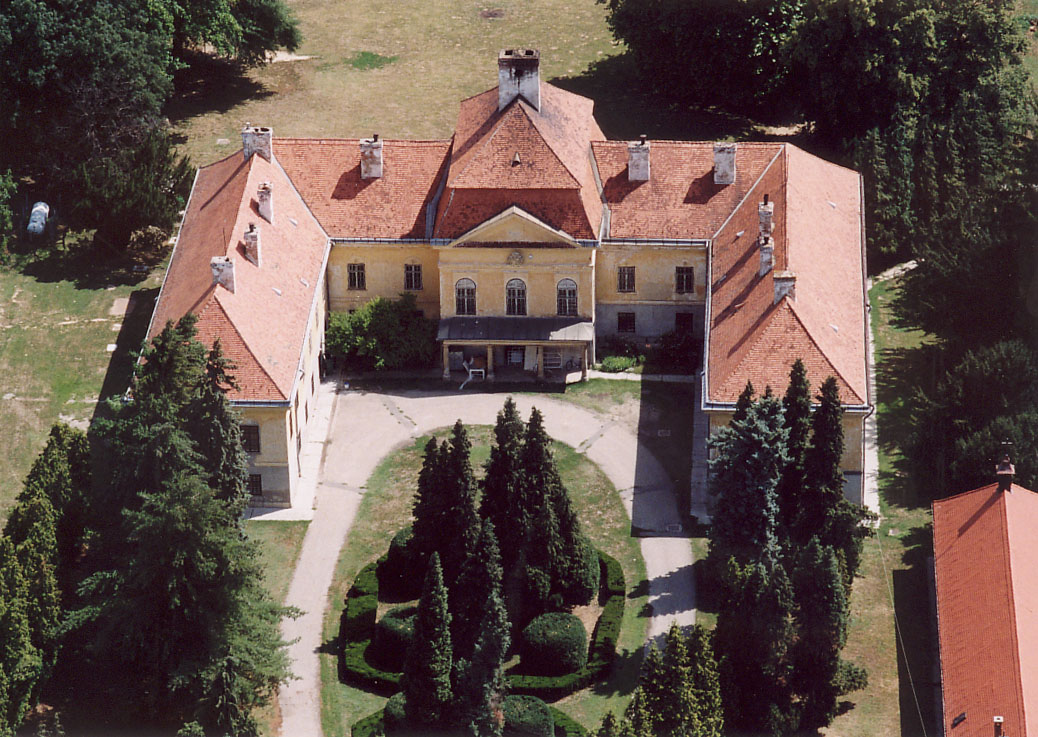
Paleis